# Custodi di quella fede
Custodi di quella fede je encyklika papeže Lva XIII. určená italskému lidu. Vyhlášena byla 8. prosince 1892 v Římě. Papež v ní ostře odsuzuje svobodné zednářství, které viní ze společenského úpadku, a žádá katolíky, aby proti zednářství bojovali a strážili katolické rodiny a instituce před infiltrací jeho členy a nebezpečnou ideologií. Ve stejný den vyšla i další protizednářská encyklika Inimica vis, která je adresována italským biskupům.